# Йордан Биков
Йордан Биков (17 жовтня 1950) — болгарський важкоатлет.
Олімпійський чемпіон 1972 року в категорії до 75 кг.
Чемпіон світу 1972 року в категорії до 75 кг.
Чемпіон Європи 1972 року в категорії до 75 кг, срібний призер 1973 року в категорії до 75 кг.